# Lis Verhoeven
Lis Verhoeven (* 11. März 1931 in Frankfurt am Main; † 2. Juli 2019), anfangs auch Lys van Essen oder auch Lis van Essen, war eine deutsche Schauspielerin und Theaterregisseurin.

## Leben
Die Tochter des Schauspielers und Regisseurs Paul Verhoeven und seiner Ehefrau, der Schauspielerin Doris Kiesow (1902–1973), besuchte nach dem Abitur von 1949 bis 1951 die Otto-Falckenberg-Schule in München. Der Filmregisseur Michael Verhoeven war ihr Bruder.
Ihr erstes Engagement erhielt sie 1951 bis 1954 am Schauspiel Frankfurt. Von 1954 bis 1956 gehörte sie dem Ensemble der Münchner Kammerspiele an. Hier agierte sie mehrmals unter der Regie ihres Vaters und des Regisseurs Hans Lietzau. Danach wurde sie freischaffende Schauspielerin.
Sie trat nun an verschiedenen deutschen Theatern in Berlin, Köln und München auf, häufig auch bei Theatertourneen, wo sie 1962/63 die Stella in Endstation Sehnsucht verkörperte. 1966 bis 1968 arbeitete sie am Deutschen Schauspielhaus in Hamburg. Bei den Freilichtspielen Schwäbisch Hall war sie bei Inszenierungen von Kurt Hübner 1969/70 Julia in Romeo und Julia, 1972/73 Kunigunde in Das Käthchen von Heilbronn und 1980/81 Sittah in Nathan der Weise, dazu 1978 Lady Macbeth in Macbeth.
Als Regisseurin debütierte sie 1980 in der freien Theaterszene in München. Zu ihren Regiearbeiten zählen Arnolt Bronnens Vatermord (1985, Teamtheater in München), Peter Turrinis Josef und Maria (1986, Volkstheater Wien), Edward Bonds Sommer (1988, Kammerspiele Düsseldorf), Tschechows Der Kirschgarten (1989, Bregenz) und Ionescos Die Nashörner (1992, Landshut). Von 1994 bis 2004 war sie Intendantin der Kreuzgangspiele Feuchtwangen, wo sie unter anderem Romeo und Julia (1995) und Don Carlos (1997) inszenierte.
Lis Verhoeven wirkte in zahlreichen Fernsehspielen und Serien mit und verkörperte in der Krimiserie Berlin, Keithstrasse 30 (1972) 13 Folgen lang die Kriminalinspektorin Schröder. Sie war auch als Synchronsprecherin und bei Dichterlesungen aktiv. Als Schauspiellehrerin wirkte sie am Münchener Zinner Studio sowie an der Schauspielschule von Christine Willschrei und zuletzt an der Akademie für Darstellende Kunst Bayern.
Verhoeven war in den 1960er Jahren kurze Zeit mit Mario Adorf verheiratet, mit dem sie die gemeinsame Tochter Stella Adorf (* 1963) hatte. Verhoeven starb am 2. Juli 2019 im Alter von 88 Jahren an den Folgen eines Schlaganfalls. Lis Verhoeven wurde in München auf dem Alten Teil des Waldfriedhofes im Familiengrab (Grabnummer 95-W-3) neben ihrem Vater und ihrer Mutter beigesetzt.
Sie war Mitunterzeichnerin des Bekenntnisses Wir haben abgetrieben! im Wochenmagazin Stern vom 6. Juni 1971 im Rahmen der von Alice Schwarzer initiierten Aktion für die Abschaffung des § 218 StGB.

## Filmografie (Auswahl)
als Lys van Essen 
- 1952: Der fröhliche Weinberg

 als Lis van Essen 
- 1953: Vergiß die Liebe nicht
- 1954: Eine Frau von heute
- 1954: Ewiger Walzer

als Lis Verhoeven
- 1960: Die Zeit und die Conways
- 1961: 100000 Dollar Belohnung
- 1962: Bedaure, falsch verbunden
- 1963: Den Tod in der Hand
- 1963: Mauern
- 1964: Campingplatz
- 1964: Hafenpolizei (Serie) – Gefährliche Zuflucht
- 1964: Ein langer Tag
- 1965: Machenschaften
- 1966: Bethanien
- 1967: Crumbles letzte Chance
- 1969: Tag für Tag
- 1970: Ferdinand Graf von Zeppelin – Stunde der Entscheidung
- 1971: Zwei Briefe an Pospischiel
- 1972: Berlin, Keithstraße 30 (Serie)
- 1972: Verdacht gegen Barry Croft
- 1972: Pulle + Pummi
- 1972: Marie
- 1973: Der Kommissar – Sommerpension
- 1973: Im Schillingshof (Fernsehfilm)
- 1975: Der Kommissar – Ein Mord auf dem Lande
- 1975: Unter einem Dach (Serie) – Laß mir Ruhe, laß mir Zeit
- 1977: Zum kleinen Fisch (Serie)
- 1978: Vorsicht! Frisch gewachst (Regie: Helmut Kissel)[3]
- 1978: Tatort – Der Mann auf dem Hochsitz
- 1979: Die Magermilchbande (Serie)
- 1982: Die weiße Rose
- 1982: Ein Fall für zwei (Fernsehserie, Episode Tollwut)
- 1983: Die Zeiten ändern sich (Mehrteiler)
- 1983: Ein Fall für Zwei (Fernsehserie, Episode Strich durch die Rechnung)
- 1985: Derrick – Schwester Hilde
- 1988: Oh Gott, Herr Pfarrer (Fernsehserie)
- 1995: Um die 30
- 2003: Der Bulle von Tölz: Klassentreffen (Fernsehfilm)

## Hörspiele (Auswahl)
- 1967: Eduard von Keyserling: Abendliche Häuser – Regie: Fritz Schröder-Jahn (Hörspiel – BR)

## Filmdokumentation
- Die Verhoevens. Dokumentarfilm von Felix Moeller, Deutschland 2003, 75 Minuten